# Ratusz w Brzozowie
Ratusz w Brzozowie wzniesiono w 1896 roku według projektu Władysława Łuczyckiego. W 1925 roku na wieży zamontowano zegar wykonany w fabryce zegarów Michała Mięsowicza w Krośnie. W kolejnych latach ratusz ulegał kilkakrotnym przebudowom, które zmieniały jego pierwotny wygląd. W latach 40. XX wieku zdjęto z wieży hełm i nadbudowano dwie ośmioboczne kondygnacje (o drewnianej konstrukcji z odbiciem z blachy), uzyskując w ten sposób taras widokowy. W latach 60. XX wieku drewnianą nadbudowę zastąpiono obecną murowaną. Przebudowano też wejścia do budynku (likwidując wejście od zachodu) i zburzono istniejącą pierwotnie wieżyczkę od strony północnej, zmieniając równocześnie układ i liczba okien tej elewacji. W latach 2010–2011 ratusz przeszedł gruntowny remont wnętrza, oraz odnowiono elewację, a w 2012 roku rozpoczęto przebudowę otoczenia budynku.
Zachowany ratusz to budynek z cegły, otynkowany, dwukondygnacyjny, podpiwniczony. Wzniesiony na rzucie wydłużonego prostokąta z czterokondygnacyjną wieżą na planie kwadratu dostawioną po stronie elewacji południowej. Nakryty jest dachem czterospadowym, zaś wieża ostrosłupowym hełmem – pobitymi blachą. Obiekt posadowiono na wysokim cokole niwelującym spadek terenu w kierunku wschodnim, w którym umieszczono otwory okienne i drzwiowe do pomieszczeń piwnicznych. Elewacja frontowa jest siedmioosiowa z umieszczoną pośrodku jednoosiową wieżą. Otwory okienne posiadają prostokątne profilowane obramienia z parapetami. Piętro wydzielone gzymsami kordonowymi, pomiędzy nimi płyciny prostokątne. Otwory okienne piętra zaakcentowano profilowanymi obramieniami i zwieńczono trójkątnymi naczółkami. Wieża jest czterokondygnacyjna, o kondygnacjach wydzielonych gzymsami kordonowymi. Trzy kondygnacje są czworoboczne, czwarta – na planie ośmioboku. Otwory okienne i drzwiowe wieży są prostokątne zamknięte półkoliście, w profilowanych obramieniach. Trzecia kondygnacja wieży posiada okna w każdej ścianie i umieszczone powyżej nich zegary; ściany tej kondygnacji ozdobiono dekoracją płycinową, fryzem arkadkowym i profilowanym gzymsem koronującym. Powyżej znajduje się balustrada tralkowa osłaniająca czwartą, ośmioboczną kondygnację. W elewacjach bocznych i tylnej zastosowano podziały i dekorację architektoniczną analogiczną do wyżej opisanych.
Obecnie w budynku ratusza mieści się Muzeum Regionalne im. Adama Fastnachta w Brzozowie. Urząd Miasta zajmuje pomieszczenia w budynku przy ulicy Armii Krajowej 1.